# کارل اوربانک
کارل اوربانک (انگلیسی: Karel Urbánek؛ زادهٔ ۲۲ مارس ۱۹۴۱) سیاست‌مدار اهل چکسلواکی است.
وی آخرین رهبر حزب کمونیست چکسلواکی در طول انقلاب مخملی در چکسلواکی در نوامبر ۱۹۸۹ بود.